# Trepanáció

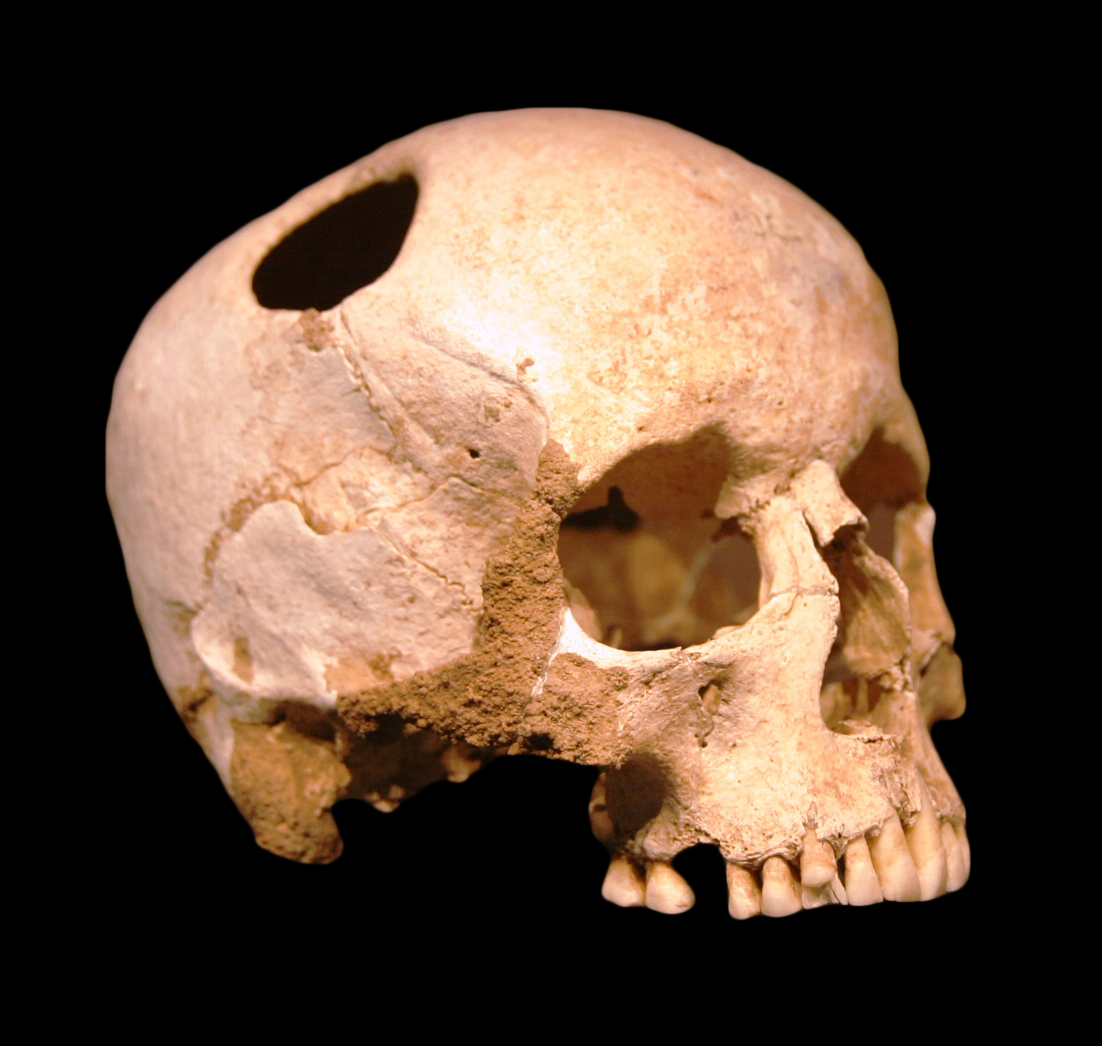
Egy meglékelt koponya

A trepanáció vagy koponyalékelés a legősibb korok óta ismert orvosi beavatkozás.

## Története
A régészetileg feltárt koponyákon gyakran találunk kisebb-nagyobb mesterséges lyukakat. Ezek egy része álpatológiai jellegű post mortalis változás: 
- kimaródás, korhadás,
- gombák, mikrobák okozta foltok, kimaródások,
- rágcsálók, rovarok okozta sérülések,
- csonthiány, kieső varratcsontok.

Ezektől elkülönítendőek a sebészeti jellegű beavatkozások.
A koponyalékelés mint orvosi beavatkozást talán ismerhették a gonosz szellemektől való megszabadulás eszközeként epilepsziában. A kora kőkortól szinte valamennyi természeti nép rendkívüli ügyességgel művelte. Trepanált koponyákat már i. e. 10000 körüli korból is találtak. Néha a koponya külső lemezét távolították el „T”- alakban. A szellem eltávozásának megkönnyítését, de legtöbbször az epilepszia vagy a fejfájás megszüntetését célozta. Végeztek nagy trepanációkat is kőkésekkel, különösen szilánkos, nyílt koponyasérüléseknél, amelyeket élőkön végeztek. Az esetek 80 százalékában terápiás javallat alapján végezték, többnyire koponyatrauma miatt. Egy franciaországi temetkezési helyen, i. e. 6500-ból 120 őskori koponya közül 40-nél találtak koponyalékelés által ütött lyukat.
A dél-amerikai inka sebészek a csontdefektust – akárcsak a honfoglalás kori, verebi koponyán is látható – arany- vagy ezüstlemezzel, a szegényebbeknél kagylóhéjjal vagy kókuszdió héjával fedték. A koponyalékelést különböző okokból, kultikus, misztikus okokból, vagy gyógyítás céljából végezték. A leletek szerint a betegek 50%-a még éveket élt a beavatkozás után.
A honfoglaló magyarok között is szokás volt az eljárás. Még a 17. században is végezték a beavatkozást.

## Fő típusai
A trepanációnak három fő típusa van:

### Megfontolt sebészi eljárás
A sebészi trepanációt valószínűleg harci sérülések vagy daganatok gyógyítására alkalmazták a prehisztorikus korokban, és alkalmazzák ma is a természeti népeknél. A trepanáció bal oldalon gyakoribb, ami összefügg a jobbkezesség nagyobb gyakoriságával. Trepanáció az agykoponya minden területén előfordul.
A trepanáció helyet kap a modern orvostudományban is, mint az epidurális vérzés akut ellátásának fontos momentuma.

### Jelképes
A jelképes trepanáció csak a tabula externára korlátozódik.

### Kultikus trepanáció
A kultikus trepanációt az egyed halála után végezték a harcban legyőzöttek koponyáin, és a kiemelt rondelle-t a győztes sokszor amulettként hordozta.

## Módszerei
Az emberi koponyafal sajátosságai alapján (két kompakt réteg között {tabula externa, interna} egy vastagabb szivacsos állomány {diploe} található) kétféle trepanációs technika alakult ki.

### Kaparásos technika
A kérdéses csontrészletet fokozatos kaparással por vagy forgács alakban távolítja el, sorban egymás után a három réteget, és láthatóvá válik a kemény agyhártya {dura mater}. Erre a módszerre jellemző, hogy a nyílás szélei nagyon rézsútosak. Hátránya, hogy nem ad egészben kimetszett rondelle-t, melyet visszahelyezhettek a sebre, vagy amulett gyanánt eltehettek.

### Véséses technika
Burinnel (árvéső), óvatos körülvéséssel egészben távolították el a koponya egy kerek darabját, az úgynevezett rondelle-t.
A két technika szétbonthatatlanul keveredhetett is.
Ezt a sebészi beavatkozást sok páciens túlélte.

## Trepanáció a magyar honfoglalók körében
A magyar honfoglalás idejéből származó legtöbb temetőben megtalálható volt egyes sírokban a túlnyomórészt a koponyatető közepét érintő ilyen jellegű beavatkozás, egészében véve a megvizsgált leletek 12-13%-ánál, felnőtt korú férfiaknál és nőknél egyaránt. A régészek nem tudtak orvosi indokot kimutatni az eljárásra, ez azonban nem zárja ki, hogy a műtét végrehajtója ezzel a műtéttel testi vagy lelki bajokat igyekezett orvosolni. A gyakorlat azonban a kereszténység felvételét követően fokozatosan eltűnt, ami arra utal, hogy az a pogány hagyományokban gyökerezett, kultikus, rituális célokat szolgált. Az is lehetséges, hogy a társadalmi státusszal, vagy más közösségi hagyománnyal függött össze a korabeli trepanáció.
Ilyen trepanációt fedeztek fel a régészek például a 2011 áprilisában Bugyi és Taksony határában, a bugyi-felsőványi lelőhelyen. Az itt eltemetett harcos koponyacsontját, jóval a halála előtt, 8–9 mm átmérőjű körben kimélyítették, de nem fúrták át. A műtét nyoma sekély bemélyedésként minden bizonnyal látható maradt a gyógyulás után.
III. Béla, az egyetlen Árpád-házi király akinek fennmaradt a koponyája, szintén jelképes trepanáció jeleit mutatja.

## A trepanáció az irodalomban
- Karinthy Frigyes Utazás a koponyám körül című regényben írta meg agydaganatának és operációjának történetét.